# 大连交通大学
大连交通大学，简称大连交大，是一所位于中华人民共和国辽宁省大连市的公立大学，是中国东北地区唯一一所以轨道交通为特色的高等学校，由辽宁省人民政府与中华人民共和国铁道部共建，现设有沙河口和旅顺口两个校区。
大连交通大学和兰州交通大学等以“交通”命名的院校，是以交通类专业为专长的大学，它们在历史渊源上同“交通大学”并无关系。在中华人民共和国建立初期，原满洲国所在的东三省轨道交通较全国其他地区相比十分发达，同时也聚集了苏联对华援助的大批专家，当局结合本地优势，从南京同济高工调来铁路专家，共同组建了该校前身——大连机车车辆制造学校。
大连交大办学地位包括辽宁省一流学科重点建设高校、第二批卓越工程师教育培养计划实施高校、中国政府奖学金来华留学生接收院校、国家软件人才国际培训（大连）基地、国家级人才培养模式创新实验区、全国建设高水平运动队院校和体育文化研究基地、辽宁省车辆工程紧缺本科人才培养基地、辽宁省对日服务外包人才培养基地和大连东北亚国际航运人才培训基地，具有推荐优秀应届本科毕业生免试攻读研究生资格；亦是中国轨道交通装备制造创新联盟的发起高校、中俄交通大学联盟成员、辽宁省轨道交通产业校企联盟牵头高校。
截至2022年10月，学校设有2个博士后科研流动站，3个一级学科博士点，13个一级学科硕士点，8个硕士专业学位授权类别；45个本科专业；全日制在校生18727人，专任教师970人。

## 学院设置[3]
- 机械工程学院
- 材料科学与工程学院
- 交通工程学院
- 詹天佑学院（中车学院）
- 轨道智能工程学院
- 电气工程学院
- 经济管理学院
- 艺术设计学院
- 基础部（理学院、外国语学院）
- 远交大交通学院
- 马克思主义学院
- 体育工作部
- 信息学院
- 继续教育学院（中日友好大连人才培训中心）

注：自2023秋季学期起，国际教育学院被取消，相关专业被分流至其他学院。2024年9月，大连交通大学对二级学院机构设置进行调整，撤销、重组、更名了部分学院。

## 历史沿革
1956年1月建校，时为大连机车车辆制造学校。
1957年9月5日，改名为大连机器制造学校。
1958年7月，在大连机器制造学校基础上，创建大连铁道学院。
1961年1月，成为铁道部直属院校之一，由铁道部直接领导。
1963年1月，铁道部部长滕代远到学院视察，并题写了“大连铁道学院”校名。
1982年1月，大连铁道学院为首批授予学士学位的高等院校。
1984年1月，大连铁道学院成为全国第二批硕士学位授予单位。
1992年8月，中共中央委员、铁道部部长李森茂来院题词：“铁路发展，教育为先”。
1996年9月，大连铁道学院首届留学生举行开班典礼。
1998年6月，经国务院学位办批准，大连铁道学院成为博士学位授予单位，机械工程及其自动化专业被列为博士学位授予专业。
2000年2月，大连铁道学院由铁道部和辽宁省双重领导、以铁道部为主的领导体制，变更为由辽宁省领导的单一领导体制。
2002年7月，经辽宁省教育厅批准，独立设置的全日制普通本科学院――信息工程学院成立。
2002年10月，大连铁道学院软件学院举行了首届新生开学典礼。
2004年5月13日，经教育部批准，大连铁道学院更名为大连交通大学。
2004年9月，辽宁省委书记闻世震视察该校并题词：“发挥优势，突出特色，努力实现大连交通大学新跨越。”
2004年10，举行旅顺校区一期校舍落成典礼，软件学院迁至旅顺校区。
2005年9月，大连铁道学院50周年校庆，在庆典上，50位老校友为纪念大连铁道学院为中华人民共和国的铁道事业做出的卓越贡献，集资购置了中华人民共和国自行设计生产的“上游”型蒸汽机车送给母校。
2005年11月，大连交通大学与长春轨道客车股份有限公司合作，成立现代轨道交通技术研究院。
2006年4月15日，由日本国政府提供援建，由大连交通大学实施与运营的中日友好大连人才培训中心正式落成。
2006年8月，沈阳铁路局大连职工培训中心并入大连交通大学，成立轨道交通技术学院。
2006年10月，大连交通大学通过教育部本科教学工作水平评估。
2007年8月，经人事部、全国博士后管委会批准，大连交通大学成为博士后科研流动站设站单位，设立机械工程博士后流动站和材料科学与工程博士后流动站。
2008年10月，经辽宁省教育厅、科学技术厅批准，该校启动建设省级大学科技园。
2013年1月，中华人民共和国科技部、教育部正式认定大连交通大学科技园为“国家大学科技园”。
2013年1月23日，大连交通大学与旅顺口区政府举行建设完整新校区签约仪式。